# Trophée Lalique de 2002
Trophée Lalique de 2002 foi a décima sexta edição do Trophée Lalique, um evento anual de patinação artística no gelo organizado pela Federação Francesa de Esportes no Gelo (em francês:  Federation Française des Sports de Glace), e que fez parte do Grand Prix de 2002–03. A competição foi disputada entre os dias 14 de novembro e 17 de novembro, na cidade de Paris, França.

## Eventos
- Individual masculino
- Individual feminino
- Duplas
- Dança no gelo

## Medalhistas
| Evento                        | Ouro                                        | Prata                                            | Bronze                                           |
| Individual masculino detalhes | Michael Weiss · Estados Unidos              | Zhang Min · China                                | Takeshi Honda · Japão                            |
| Individual feminino detalhes  | Sasha Cohen · Estados Unidos                | Yoshie Onda · Japão                              | Alisa Drei · Finlândia                           |
| Duplas detalhes               | Tatiana Totmianina · Maxim Marinin · Rússia | Sarah Abitbol · Stephane Bernadis · França       | Pang Qing · Tong Jian · China                    |
| Dança no gelo detalhes        | Elena Grushina · Ruslan Goncharov · Ucrânia | Isabelle Delobel · Olivier Schoenfelder · França | Tanith Belbin · Benjamin Agosto · Estados Unidos |

## Resultados

### Individual masculino
| Pos.              | Nome                | Nacionalidade   | Pontos | PC | PL |
| ----------------- | ------------------- | --------------- | ------ | -- | -- |
| Medalha de ouro   | Michael Weiss       | Estados Unidos  | 3.5    | 5  | 1  |
| Medalha de prata  | Zhang Min           | China           | 3.5    | 3  | 2  |
| Medalha de bronze | Takeshi Honda       | Japão           | 5.0    | 2  | 4  |
| 4                 | Stanick Jeannette   | França          | 5.5    | 5  | 3  |
| 5                 | Brian Joubert       | França          | 5.5    | 1  | 5  |
| 6                 | Vincent Restencourt | França          | 8.0    | 4  | 6  |
| 7                 | Ilia Klimkin        | Rússia          | 10.5   | 7  | 7  |
| 8                 | Ben Ferreira        | Canadá          | 13.0   | 10 | 8  |
| 9                 | Silvio Smalun       | Alemanha        | 13.5   | 7  | 10 |
| 10                | Yamato Tamura       | Japão           | 14.5   | 11 | 9  |
| 11                | Han Jong In         | Coreia do Norte | 15.5   | 9  | 11 |

### Individual feminino
| Pos.              | Nome            | Nacionalidade  | Pontos | PC | PL |
| ----------------- | --------------- | -------------- | ------ | -- | -- |
| Medalha de ouro   | Sasha Cohen     | Estados Unidos | 2.0    | 2  | 1  |
| Medalha de prata  | Yoshie Onda     | Japão          | 2.5    | 1  | 2  |
| Medalha de bronze | Alisa Drei      | Finlândia      | 5.0    | 4  | 3  |
| 4                 | Elena Liashenko | Ucrânia        | 6.5    | 5  | 4  |
| 5                 | Sarah Meier     | Suíça          | 6.5    | 3  | 5  |
| 6                 | Yukari Nakano   | Japão          | 10.0   | 8  | 6  |
| 7                 | Fang Dan        | China          | 10.5   | 7  | 7  |
| 8                 | Michelle Currie | Canadá         | 11.0   | 6  | 8  |

### Duplas
| Pos.              | Nome                                    | Nacionalidade  | Pontos | PC | PL |
| ----------------- | --------------------------------------- | -------------- | ------ | -- | -- |
| Medalha de ouro   | Tatiana Totmianina / Maxim Marinin      | Rússia         | 1.5    | 1  | 1  |
| Medalha de prata  | Sarah Abitbol / Stephane Bernadis       | França         | 3.0    | 2  | 2  |
| Medalha de bronze | Pang Qing / Tong Jian                   | China          | 5.0    | 4  | 3  |
| 4                 | Zhang Dan / Zhang Hao                   | China          | 6.5    | 3  | 5  |
| 5                 | Tiffany Scott / Philip Dulebohn         | Estados Unidos | 7.5    | 7  | 4  |
| 6                 | Viktoria Borzenkova / Andrei Chuvilyaev | Rússia         | 9.0    | 6  | 6  |
| 7                 | Stephanie Kalesavich / Aaron Parchem    | Estados Unidos | 10.5   | 5  | 8  |
| 8                 | Eva-Maria Fitze / Rico Rex              | Alemanha       | 11.5   | 9  | 7  |
| 9                 | Tatiana Chuvaeva / Dmitri Palamarchuk   | Ucrânia        | 14.0   | 10 | 9  |
| 10                | Sabrina Lefrancois / Jerome Blanchard   | França         | 14.0   | 8  | 10 |

### Dança no gelo
| Pos.              | Nome                                    | Nacionalidade  | Pontos | DC | DO | DL |
| ----------------- | --------------------------------------- | -------------- | ------ | -- | -- | -- |
| Medalha de ouro   | Elena Grushina / Ruslan Goncharov       | Ucrânia        | 2.4    | 2  | 1  | 1  |
| Medalha de prata  | Isabelle Delobel / Olivier Schoenfelder | França         | 4.8    | 1  | 4  | 2  |
| Medalha de bronze | Tanith Belbin / Benjamin Agosto         | Estados Unidos | 5.4    | 3  | 2  | 3  |
| 4                 | Svetlana Kulikova / Arseni Markov       | Rússia         | 7.4    | 4  | 3  | 4  |
| 5                 | Natalia Gudina / Alexei Beletski        | Israel         | 10.0   | 5  | 5  | 5  |
| 6                 | Roxane Petetin / Mathieu Jost           | França         | 12.0   | 6  | 6  | 6  |
| 7                 | Miriam Steinel / Vladimir Tsvetkov      | Alemanha       | 14.0   | 7  | 7  | 7  |
| 8                 | Zhang Weina / Cao Xianming              | China          | 17.0   | 9  | 9  | 8  |
| 9                 | Nathalie Pechalat / Fabien Bourzat      | França         | 17.0   | 8  | 8  | 9  |
| 10                | Rie Arikawa / Kenji Miyamoto            | Japão          | 20.0   | 10 | 10 | 10 |

## Quadro de medalhas
| Ordem | País           | Medalha de ouro | Medalha de prata | Medalha de bronze |    | Ordem por total |
| ----- | -------------- | --------------- | ---------------- | ----------------- | -- | --------------- |
| 1     | Estados Unidos | 2               |                  | 1                 | 3  | 1               |
| 2     | Rússia         | 1               |                  |                   | 1  | 5               |
| 2     | Ucrânia        | 1               |                  |                   | 1  | 5               |
| 4     | França         |                 | 2                |                   | 2  | 2               |
| 5     | China          |                 | 1                | 1                 | 2  | 2               |
| 5     | Japão          |                 | 1                | 1                 | 2  | 2               |
| 7     | Finlândia      |                 |                  | 1                 | 1  | 5               |
| TOTAL | TOTAL          | 4               | 4                | 4                 | 12 | —               |